# Meridià 173 a l'oest
El meridià 173 a l'oest de Greenwich és una línia de longitud que s'estén des del pol Nord travessant l'oceà Àrtic, Amèrica del Nord, l'oceà Pacífic, Oceania, l'oceà Antàrtic, i l'Antàrtida fins al pol Sud.
El meridià 173 a l'oest forma un cercle màxim amb el meridià 7 a l'est. Com tots els altres meridians, la seva longitud correspon a una semicircumferència terrestre, uns 20.003,932 km. Al nivell de l'Equador, és a una distància del meridià de Greenwich de 19.258 km.

## De Pol a Pol
Començant en el pol Nord i dirigint-se cap al pol Sud, aquest meridià travessa:
| Coordenades                               | País, territori o mar | Notes                                                                                     |
| ----------------------------------------- | --------------------- | ----------------------------------------------------------------------------------------- |
| 90° 0′ N, 173° 0′ O / 90.000°N,173.000°O  | Oceà Àrtic            |                                                                                           |
| 71° 48′ N, 173° 0′ O / 71.800°N,173.000°O | Mar dels Txuktxis     |                                                                                           |
| 67° 3′ N, 173° 0′ O / 67.050°N,173.000°O  | Rússia                | Districte autònom de Txukotka — Península de Txukotka                                     |
| 64° 15′ N, 173° 0′ O / 64.250°N,173.000°O | Mar de Bering         |                                                                                           |
| 60° 34′ N, 173° 0′ O / 60.567°N,173.000°O | Estats Units          | Alaska — Illa de Sant Mateu                                                               |
| 60° 29′ N, 173° 0′ O / 60.483°N,173.000°O | Mar de Bering         |                                                                                           |
| 52° 6′ N, 173° 0′ O / 52.100°N,173.000°O  | Estats Units          | Alaska — Amlia                                                                            |
| 52° 5′ N, 173° 0′ O / 52.083°N,173.000°O  | Oceà Pacífic          | Passa a l'oest de l'illa de Savai'i, Samoa (a 13° 31′ S, 172° 48′ O / 13.517°S,172.800°O) |
| 60° 0′ S, 173° 0′ O / 60.000°S,173.000°O  | Oceà Antàrtic         |                                                                                           |
| 78° 28′ S, 173° 0′ O / 78.467°S,173.000°O | Antàrtida             | Dependència de Ross, reclamat per Nova Zelanda                                            |